# Дача Функа
Дача Функа, вилла Функа — историческое здание в Судаке, построенное ориентировочно в 1910—1912 годах Ф. Ф. Функом, управляющим имением Архадрессе. В настоящее время в здании располагается исторический музей ГБУК РК «Музей-заповедник „Судакская крепость“». Особняк находится на улице Набережная, 11. Объект культурного наследия народов России регионального значения.

## История

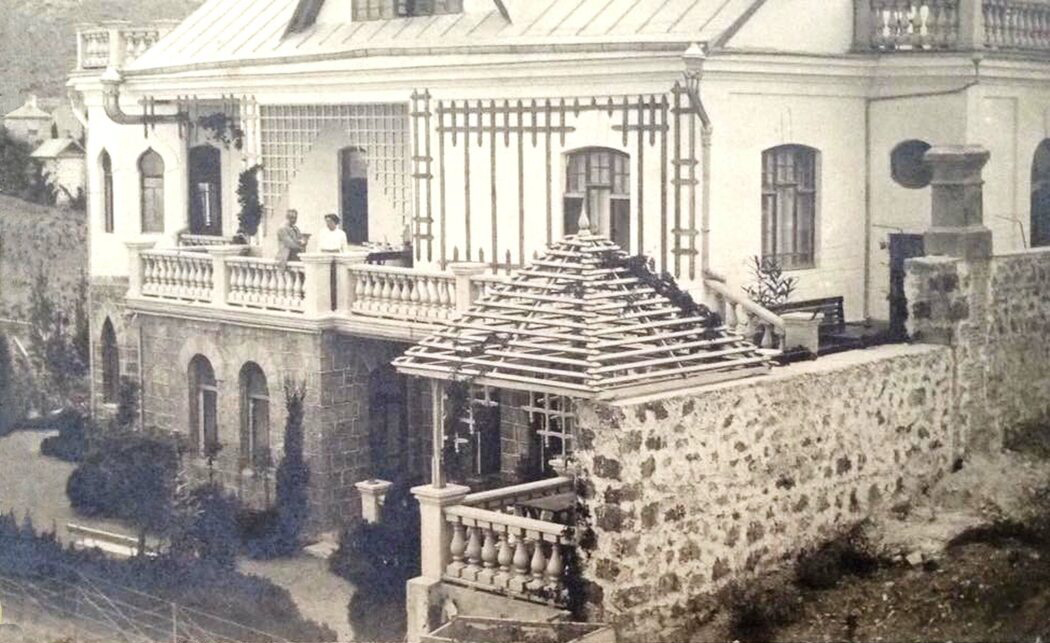
Дача Функа в 1913 году. Фото из фондов Судакского исторического музея.

Двухэтажное здание с мансардой построено невдалеке от Генуэзской крепости в 1910—1912 годах (по одной из версий, в 1913 году) обрусевшим немецким (прусским) бароном Фёдором (Иоахимом) Фёдоровичем Функом, который был управляющим имением Архадрессе князя К. А. Горчакова. Изначально, предположительно, строилось как доходный дом. Здание построено в романтическом стиле с элементами неоготики. В оформлении использованы каменный декор, закруглённые длинные окна и башенки. Общая площадь особняка составляла 415 квадратных метров.
После установления в Крыму советской власти здание было национализировано. В декабре 1930 года решением Крымского отделения Госземтреста здание было передано морпорту. Во время оккупации в даче Функа размещалась румынская контрразведка «Сигуранца». В отличие от многих других дореволюционных прибрежных дач Судака, это здание не было разрушено в годы Великой Отечественной войны.
В 1959 году в здании, возможно, располагалось морское агентство Феодосийского порта. К началу 1970-х годов здание являлось филиалом Ялтинского морского торгового порта и использовалось для нужд порта. В 1962 году здание, вероятно, было передано в ведение Ялтинского порта, который провёл в нём капитальный ремонт и организовал места для отдыха моряков между рейсами.
В 1970-е годы виллу Функа, по некоторым данным, передали рыбколхозу «Волна революции», который эксплуатировал здание как жилой дом. В здании был проведён неудачный ремонт, после которого в течение тридцати лет оно было в запустении, а в 1990-е годы многократно разграблялось. 14 апреля 1998 года в здании случился пожар, во время которого здание было серьёзно повреждено, после которого пришлось реставрировать первый этаж и заново надстраивать второй этаж. Во время реставрации здание было разобрано и вновь воссоздано, сохраняя прежний вид.

## Борьба за создание музея в 1970-е годы и роль Дачи Функа
Идея создания краеведческого музея в Судаке активно обсуждалась в культурных кругах с конца 1960-х годов. Одной из ключевых фигур этого движения была Мария Александровна Спендиарова, дочь композитора А. А. Спендиарова. В письме судакскому краеведу Виктору Филипповичу Саламатову от 24 января 1968 года она подробно изложила концепцию будущего музея, призванного пробудить у жителей интерес к истории родного края.
Начиная с 1970 года, Исполком Феодосийского городского Совета депутатов трудящихся (Судак в то время административно подчинялся Феодосии) неоднократно обращался в Крымский облисполком, Черноморское пароходство и Министерство морского флота СССР с просьбой передать здание Дачи Функа, тогда находившееся в ведении Ялтинского морского торгового порта, под краеведческий музей. Однако эти попытки не увенчались успехом.
Параллельно с этим, в 1971 году в Судак переехали художники Михаил Петрович и Александра Ивановна Богоявленские с намерением передать свою коллекцию картин и искусствоведческой литературы для создания художественной галереи. Из-за отсутствия поддержки со стороны местных властей, их коллекция была передана городу Соликамску, где в 1975 году открылся музей.
М. А. Спендиарова, собрав за 10 лет значительную археологическую коллекцию (около 90 кг артефактов), в 1973 году перевезла её из Москвы в Судак. В 1975 году эта коллекция была официально передана ею директору «Судакской крепости» Ольге Ивановне Ивановой для организации музея на территории крепости, в здании бывшей мечети.
Несмотря на все усилия энтузиастов, создание полноценного краеведческого музея в 1970-е годы так и не состоялось. Борьба за его создание возобновилась с новой силой в 1982 году, после того как Судак получил статус города и районного центра.

## Организация музея
В 2004 году после восстановления при содействии Укрзализныци и министра Г. Н. Кирпы, а также Б. Д. Дейча в особняке начал действовать Судакский городской краеведческий музей, в котором функционируют 13 экспозиций в 4 залах, проходят образовательные лекции для школьников, научные конференции и семинары.
В первом зале музея находится материалы, посвященные древней истории Судака, начиная с палеолита. Археологические и фотографические материалы показывают палеолитическую стоянку, поселение тавров I тысячелетия до нашей эры, поселение готов V—VI веков до нашей эры, аланские поселение, могильник и святилище I—IV веков до нашей эры, античное укрепление на горе Караул-Оба.

Средневековый зал
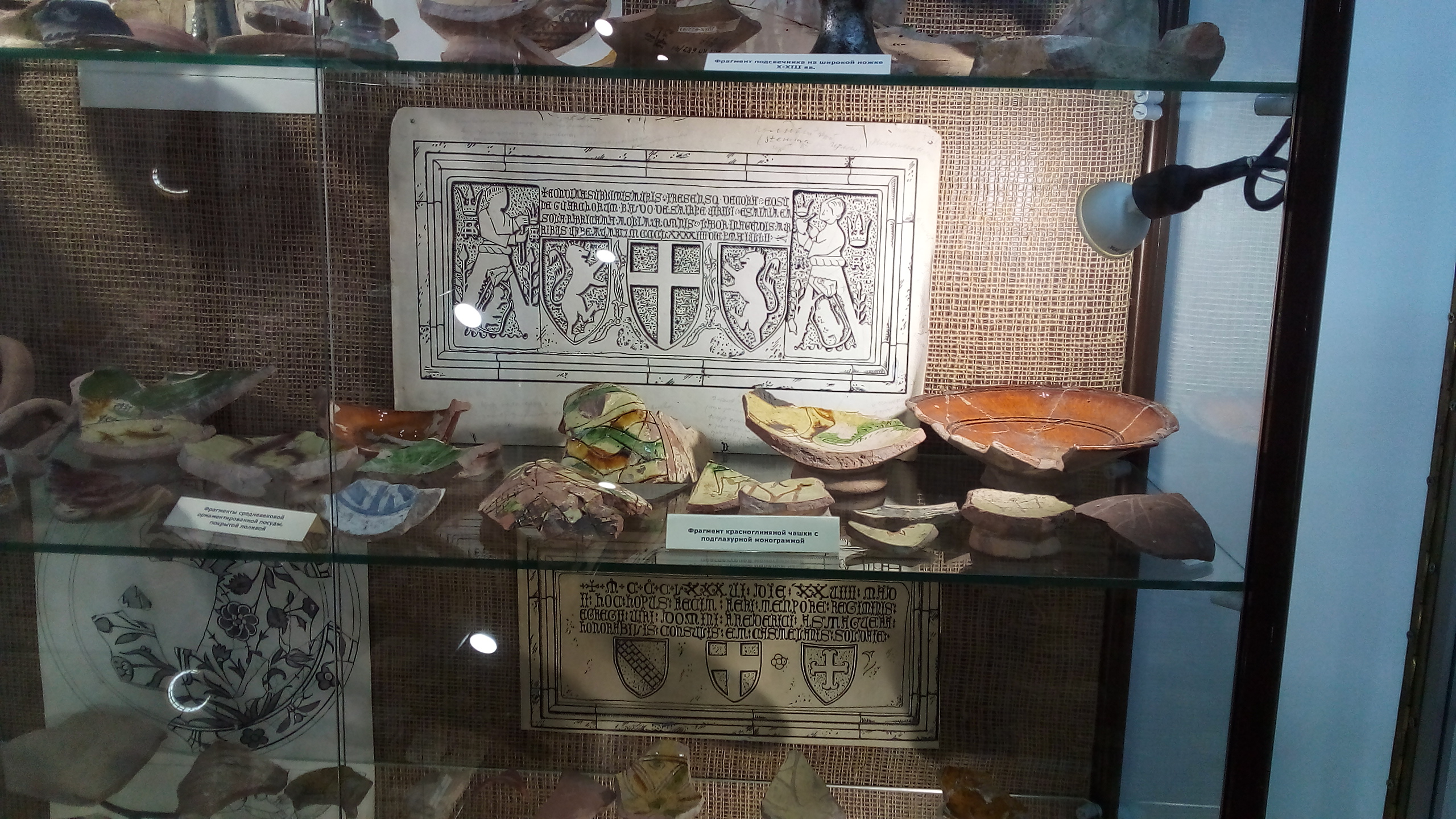
Керамика
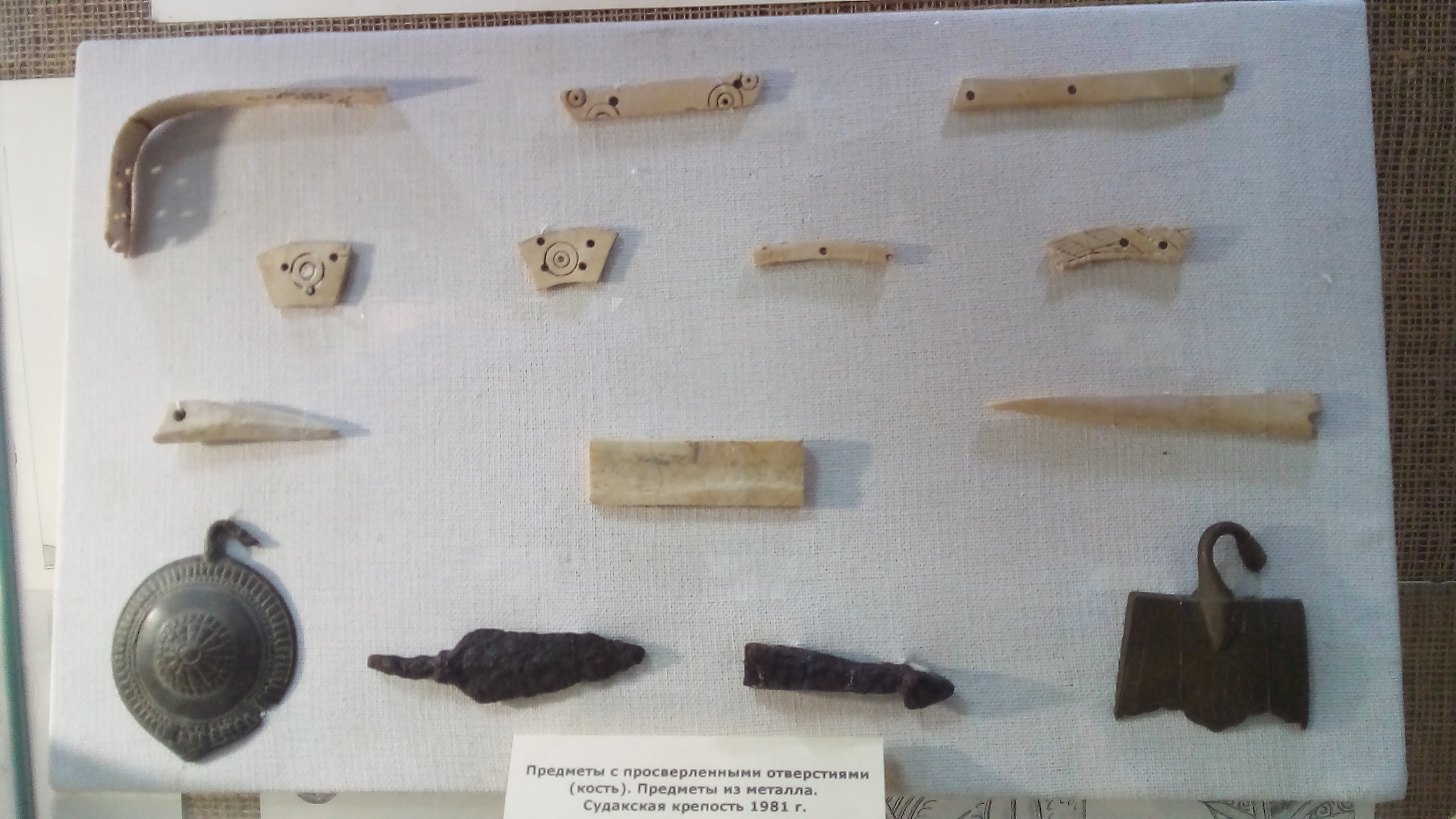
Находки с раскопок 1981 на территории Судакской крепости
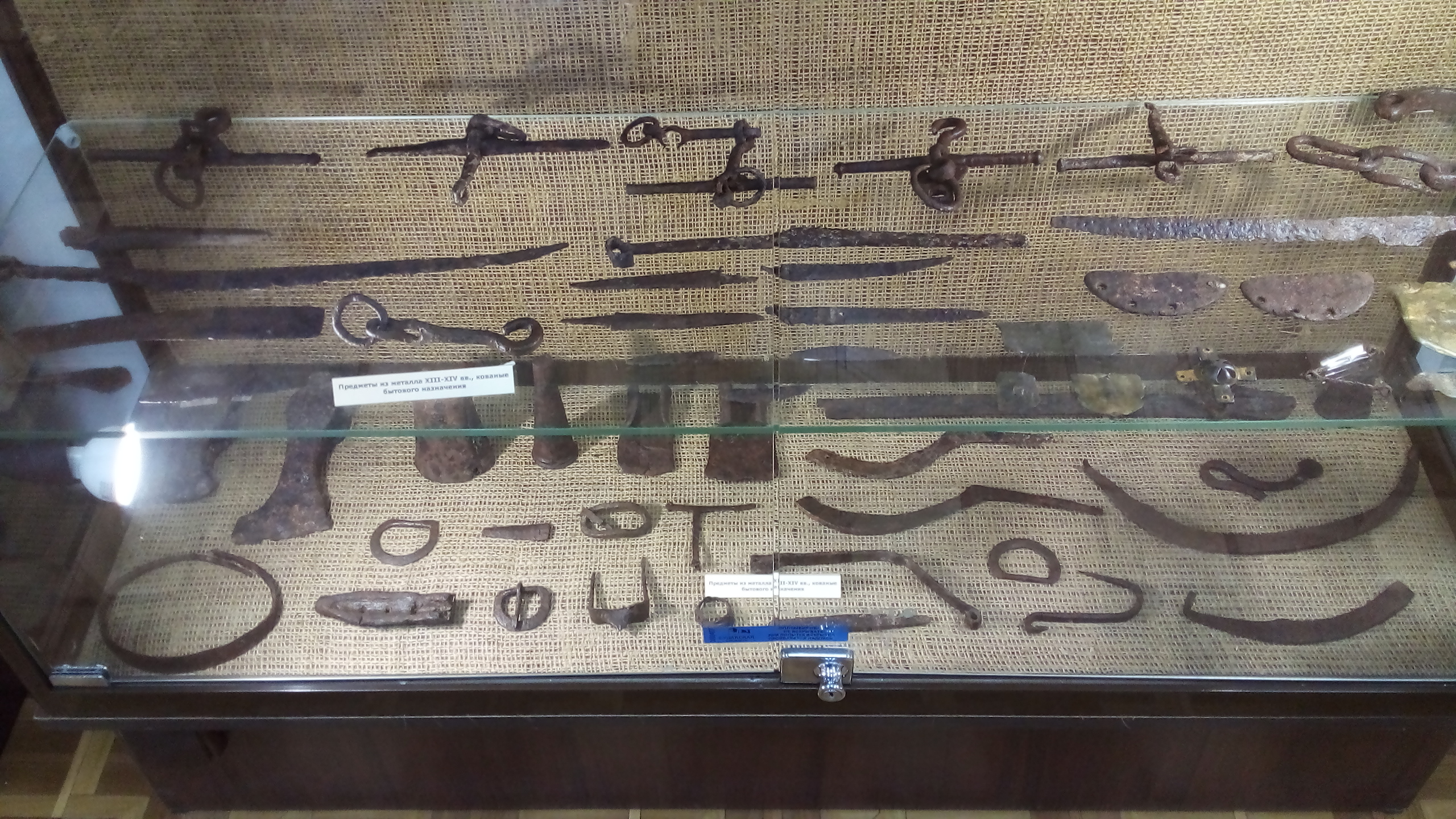
Металлические предметы торгового и хозяйственного назначения

Второй зал рассказывает об истории края со времени раннего средневековья до конца XVIII века и этнографический блок, посвященный быту населявших Судак народов. Показана история строительства генуэзцами в XIII веке крепости. Демонстрируются керамика Византии и Золотой орды, рыцарские доспехи, надгробия мусульман и христиан, армянские хачкары.
Экспозиция третьего зала рассказывает про период истории Судака со времени присоединения Российской империей в свой состав Крыма, а также известных людях, связанных с историей города и Крыма, среди которых граф Григорий Александрович Потемкин, Николай Мордвинов, Василий Капнист, учёные Пётр Симон Паллас и Христиан Христианович Стевен.

Экспозиция посвящённая виноградарству и виноделию
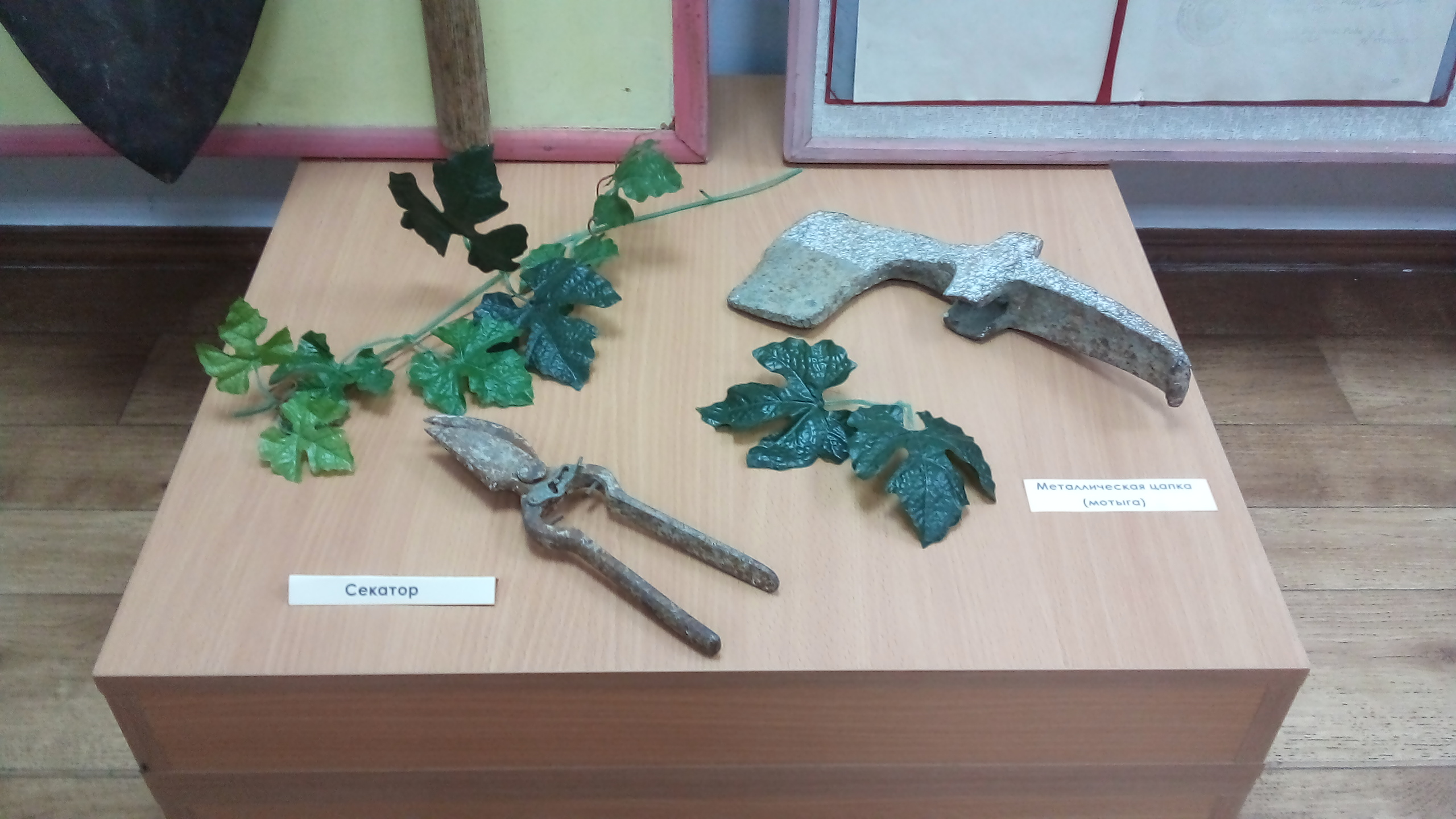
Инструмент виноградаря 1930-х годов
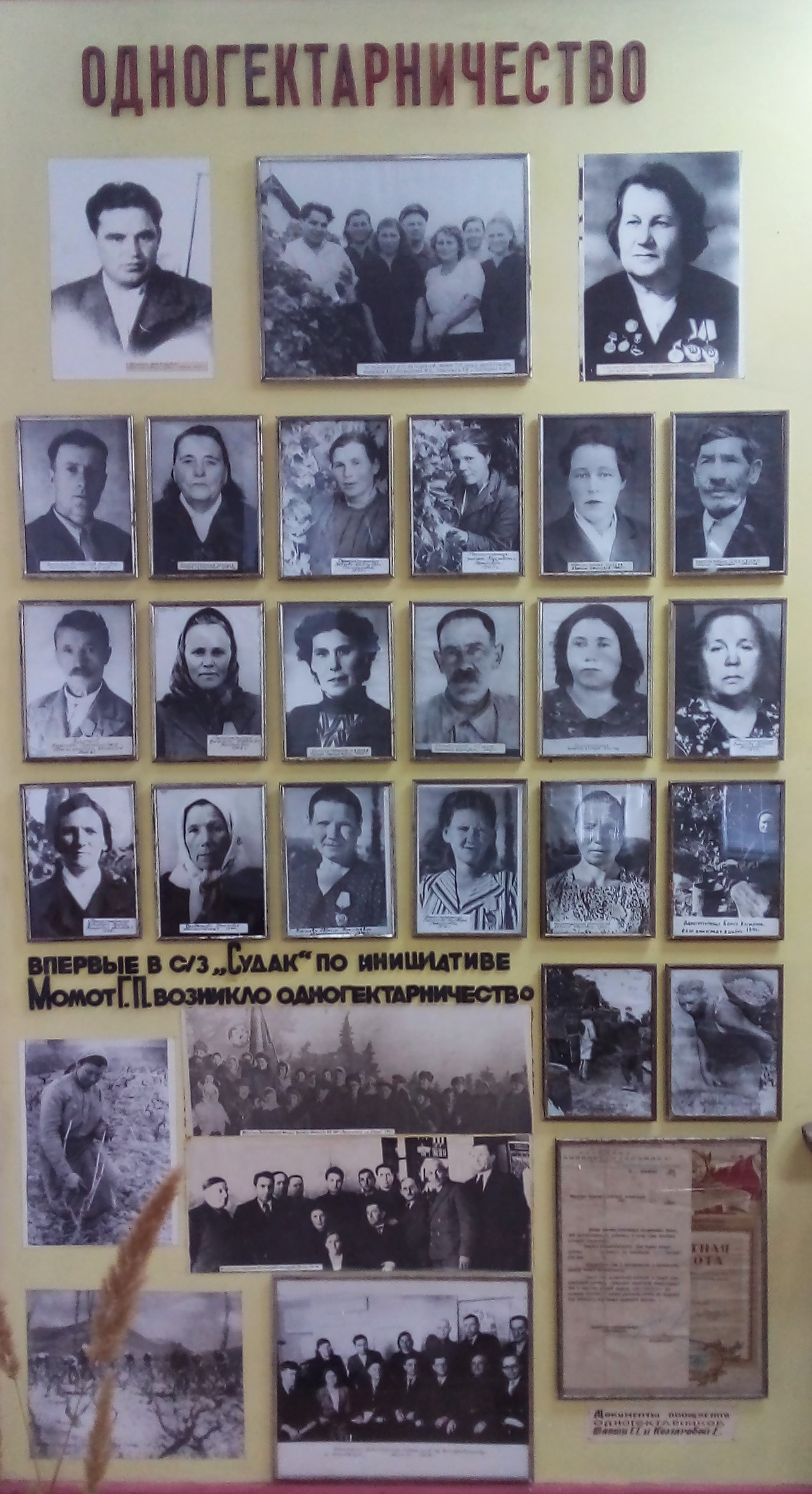
Стахановское движение одногектарников, зародившиеся в совхозе "Судак"
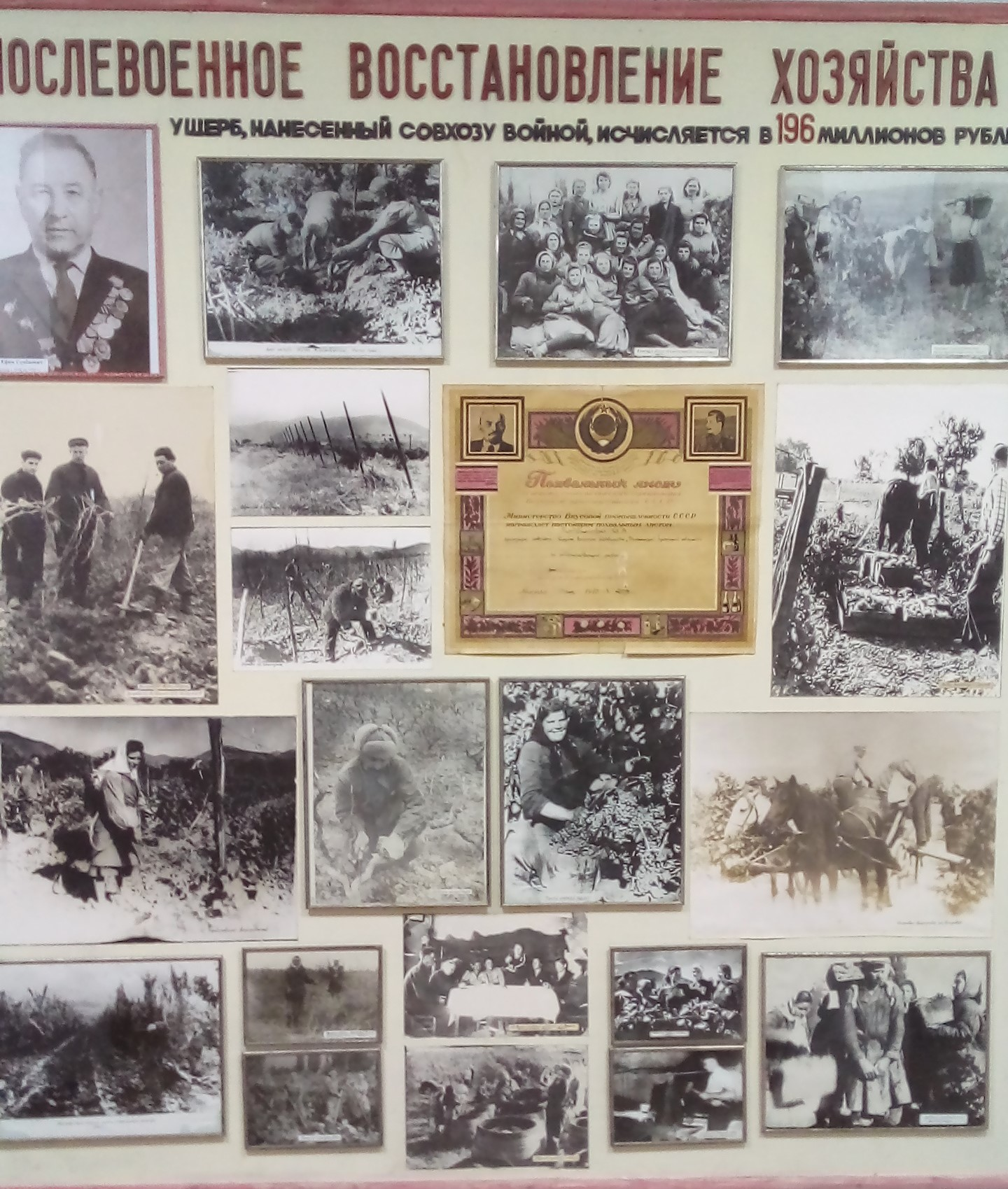
СЗ "Судак" в 1940-1960 годы
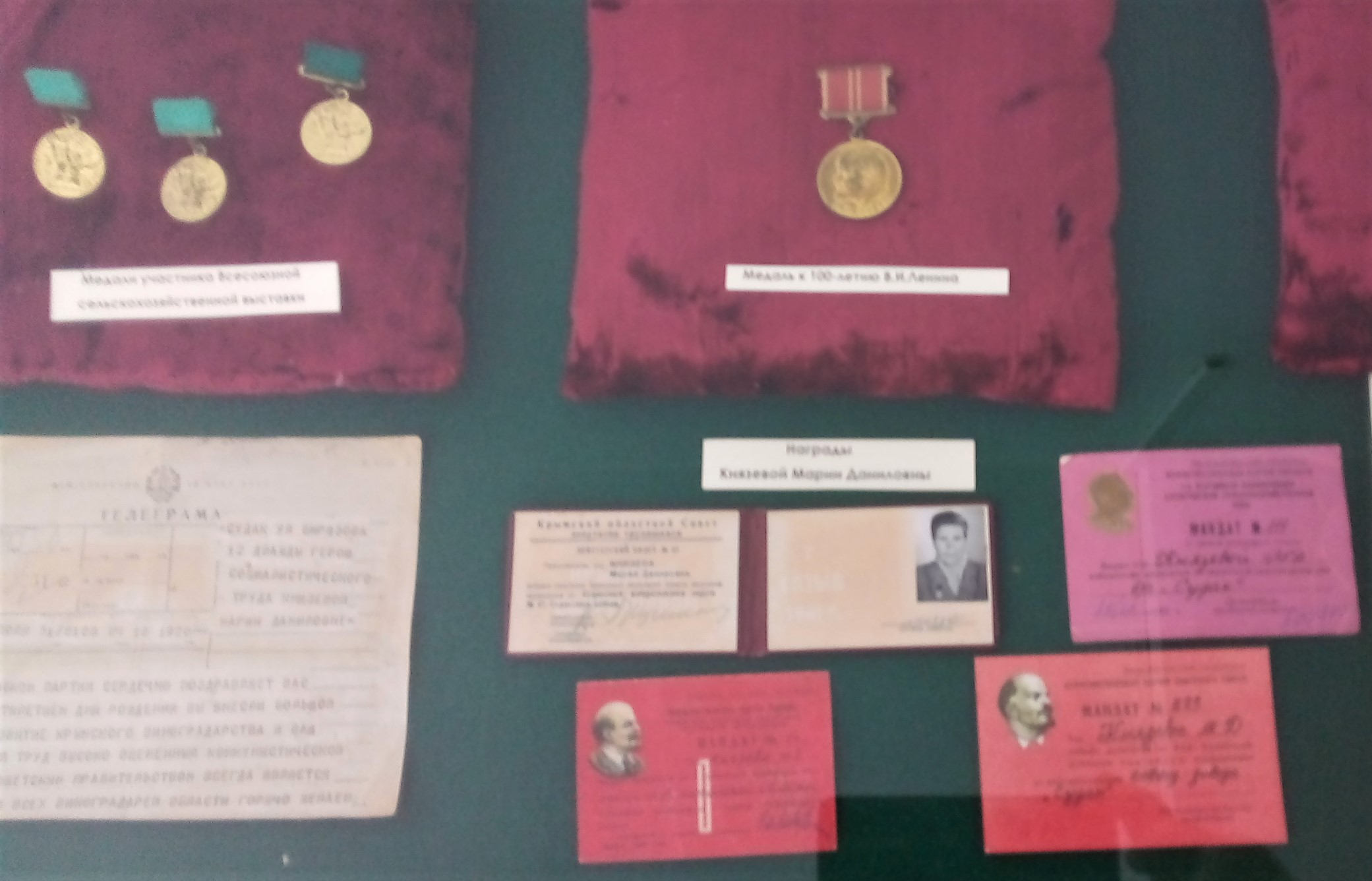
Стенд с наградами и документами дважды Героя Социалистического труда Князевой М. Д.
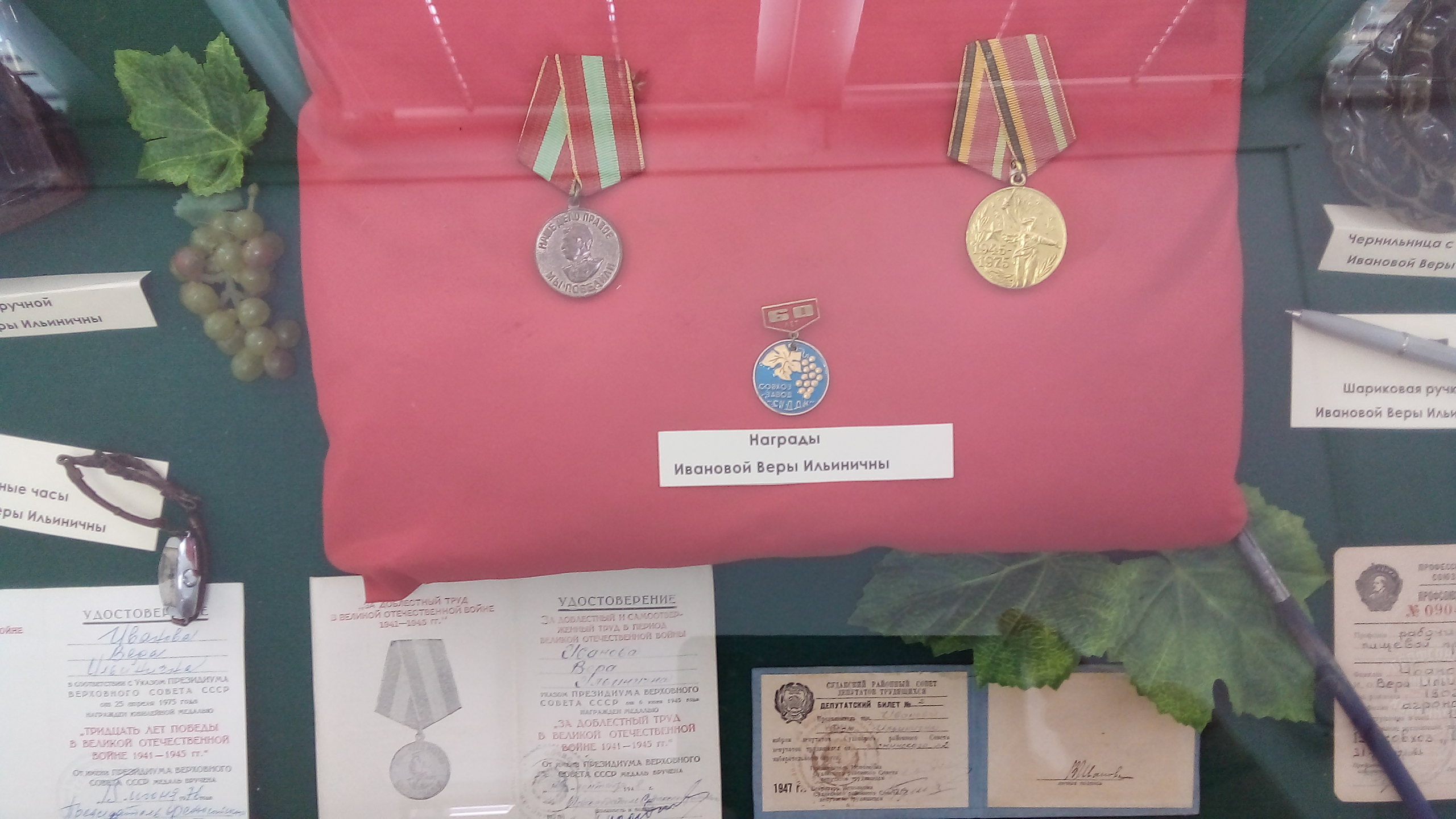
Стенд с наградами и документами Ивановой В. И.

В четвертом зале экспозиция посвящена курортной истории Судака от конца XIX века до настоящего времени. Отражены события Гражданской войны, Великой Отечественной войны. Широко представлены материалы по развитию виноградарства и виноделия в совхоз-заводе «Судак».
На втором этаже открыты выставки «Вещественные доказательства» (в форме открытого хранения представлены археологические находки, поднятые во время экспедиций в окрестностях Судака); «Лики и образы Серебряного века», раскрывающая историю семьи Герцык и их окруженя в Судаке. Регулярно организовываются временные выставки.
На третьем этаже оборудован конференц-зал, где проходят многочисленные мероприятия.
В 2021 году в поддержку традиционных мероприятий фестиваля КИНО сначала на Даче Функа, филиале музея-заповедника «Судакская крепость» 17 по 20 июня 2021 прошла выставка фотографа русского рока Наташи Васильева-Халл "Из Рок-клуба в Космос" посвящённая Виктору Цою. На открытии выставки прошла прессконференция. 